# Parmonangan (Pangururan)
Parmonangan is een bestuurslaag in het regentschap Samosir van de provincie Noord-Sumatra, Indonesië. Parmonangan telt 742 inwoners (volkstelling 2010).